# Ducula poliocephala
La piccione imperiale panciarosa o piccione imperiale delle Filippine (Ducula poliocephala G. R. Gray, 1844) è un uccello della famiglia dei Columbidi diffuso nelle Filippine.